# 中国共产党临时中央政治局
中国共产党临时中央政治局，又称临时中央政治局、临时中央，是中国共产党早期情况危急、无法召开中央委员会全会情况下，由第三国际指示、批准而成立的临时中央领导机构。中国共产党历史上曾两次设立临时中央政治局，分别是1927年和1931年。

## 1927年大革命失败后成立的临时中央政治局
1927年7月12日夜，鉴于武汉国民政府即将发动七一五事变清党反共，根据共产国际执行委员会的紧急指示，在苏联顾问鲍罗廷的参与下，为停止陈独秀的第五届中共中央的右倾机会主义错误，由张国焘、李维汉、周恩来、李立三、张太雷组成临时中央常务委员会，代行中央政治局职权，陈独秀被停职。临时中央当晚开会讨论挽救时局的办法，决定在武汉国民政府的国民革命军第二方面总指挥张发奎部队中暴动起义，并在工农运动基础较好的湘、鄂、赣、粤举行秋收暴动；并尽快召开中央紧急会议，确定党的新方针，由李维汉、张太雷、瞿秋白筹备。
1927年8月7日，中共中央在汉口召开紧急会议（即“八七会议”）。会议选举出以瞿秋白为首的临时中央政治局，执行中央委员会的一切职务，按得票多少排序：苏兆征、向忠发、瞿秋白、罗亦农、顾顺章、王荷波、李维汉、澎湃、任弼时等9人当选为临时中央政治局委员；邓中夏、周恩来、毛泽东、彭公达、李立三、张太雷、张国焘等7人当选为临时中央政治局候补委员。

1928年6月18日至7月11日，在莫斯科召开的中国共产党第六次全国代表大会，正式选举产生中共中央委员会、中央政治局和中央政治局常务委员会。

## 1931年临时中央政治局
1931年9月中旬，由中共六届四中全会选出中央政治局委员委员在上海的只有周恩来、卢福坦、王明、刘少奇4人，仅占政治局委员、候补委员的四分之一。而且，周恩来将赴中央苏区工作，王明将去莫斯科担任中共驻共产国际代表团负责人。中央政治局无法正常运转。共产国际远东局指示成立临时中央政治局，周恩来、王明、张闻天、博古等四人在博古家里开会商议此事，结果由博古、洛甫、卢福坦、康生、陈云、李竹声、王永成〔王云程，江苏省委书记〕等7人组成临时中央政治局，报请共产国际审批。1931年9月22日，临时中央政治局召开第一次会议，博古宣读共产国际来电，批准成立临时中央政治局。会上成立了中央常委会，成员是：卢福坦、博古、张闻天、康生。9月25日，王明偕妻子孟庆树从上海动身赴莫斯科担任中共驻共产国际代表。1931年10月3日共产国际执委会政治书记处政治委员会召开会议，听取有关中共临时中央政治局组成人员的报告，并且决定：“询问中共中央，这个临时政治局是由哪个机构选出的，为什么沃罗夫斯基同志（黄平的俄文名字——引者注）没有当选，政治局是否一致选出的；如果是，那么我们对其组成人员没有反对意见。”黄平、刘少奇是后来加上的，这样临时中央政治局由9人组成。
1931年12月上旬，临时中央政治局决定设立组织局，负责人康生，专门管理全国党的组织工作；周恩来离开上海赴中央苏区，12月底抵达瑞金。
1933年1月13日，中共临时中央政治局在上海无法立足，遂决定接受共产国际的指示，中央机关由上海陆续迁到中央苏区。临时中央政治局委员中，博古、陈云去中央苏区，康生去莫斯科。李竹声留上海，组织“中共上海中央执行局”，作为临时中央的派出机关，代表中央指导白区党的工作，并负责同共产国际联系。1933年1月底，临时中央领导人张闻天、博古、陈云及杨尚昆等到达瑞金。1933年1月30日，博古主持召开“中央会议”，张闻天等“临时中央政治局”委员和“苏区中央局”代理书记任弼时出席。博古在会上传达共产国际的意见：为了工作方便，原上海和苏区的政治局委员合起来，选出一个中央总负责人。结果博古当选。其他负责人是：张闻天为常委兼宣传部长、中央党报委员会书记；任弼时为组织部长兼党校校长；陈云为常委兼全总苏区执行局党团书记；刘少奇为全总苏区执行局委员长。会议决定，临时中央与苏区中央局合并，对外称“中共中央局”。“中共中央局”即是临时中央，但对外有时仍用“苏区中央局”名义。从此，中共临时中央直接领导中央苏区的工作。
1933年4月22日，由于博古等认为任弼时执行“进攻路线”不彻底，工作“不合手”，免去他的中央组织部长职务，由李维汉接任。1933年6月，任命潘汉年担任中央宣传部副部长。1933年7月，中共中央局成立组织局（相当于书记处），负责协调中央各部工作，处理日常事务。成员有：张闻天、陈云、王稼祥、李维汉等，主任李维汉，实际由中央局常委张闻天主持，开会议事作结论。1933年8月8日，中央局决定成立中央常务委员会及中央苏区各省县监察委员会，以处理党员违纪问题。常务委员会书记董必武，成员有康生、陈云、何叔衡等。
1934年1月4日，周恩来（中共中央局常委）、朱德（中央委员）率领红军前方总部机关返回瑞金后，“中共中央局”名称停用，开始采用“中共中央”名称。 
1934年1月15日至18日，在瑞金举行中共六届五中全会，选出新的中央委员会、中央政治局，决定设立中央书记处（同时是常委会）。第二次设立的“临时中央”结束。
1941年9月在延安召开中央政治局扩大会议，毛泽东作关于反对主观主义和宗派主义的报告；张闻天、博古均表态承认错误；王明表示同意毛泽东的报告，承认1932年至1935年的错误是路线错误，但强调六届四中全会的路线是正确的，博古是苏维埃运动后期错误的主要责任者，且博古、张闻天领导的临时中央是不合法的，因为王明和周恩来离开上海时明确说过：临时中央政治局到政治局委员多的地方要交出权力。张闻天1943年在《延安整风笔记》中的回忆临时中央政治局由9人组成。博古在延安整风时曾写下一份《我的初步反省》，其中提到：“临时中央政治局的名单是博、洛、康、陈、卢、李竹声、少奇、黄平，我记得有王云程，也许是以江苏省委书记资格参加的。”1943年11月27日至12月4日，周恩来在中央政治局扩大会议上发言，专门谈到临时中央的成立经过：当时远东局代表提出组织临时中央，于是一面报告国际，一面由王明和他商量名单；最初提出在上海的博古、洛甫、卢福坦、康生、陈云和王永成〔王云程〕等7人；黄平、刘少奇是后来加上的；远东局召集王（明）、周（恩来）、博（古）、洛（甫）4人开会，决定由以上9人组成。1944年在延安的党的高级干部研究党的路线，准备中共七大的历史决议时，有人怀疑第二个临时中央的合法性。1944年3月5日，毛泽东在中央政治局讲话时说：过去有同志认为（第二个）临时中央是非法的，现在看到洛甫的反省笔记，说临时中央经共产国际在上海的代表机关批准过，根据这一点看是合法的。（因为中共是第三国际的一个支部，要服从、执行国际的决定）